# ريتشارد بولير
ريتشارد بولير (بالإنجليزية: Richard Puller)‏ (1747–1826) كان مصرفيًا بارزًا في لندن. 

## حياته
كان ابن كريستوفر بولر (توفي 1789) ، وهو أيضًا مصرفي بارز في لندن. كان والده مديرًا لبنك إنجلترا، بينما كان مديرًا في شركة البحر الجنوبي.
ريتشارد وتشارلز بولر، كانا مصرفيين في لندن لجون آدامز خلال الثمانينيات من القرن التاسع عشر. يشير آدامز أيضًا إلى الشركة باسم كوندي وبولير.
كان نشطا في فترة الحرب الأنجلو هولندية الرابعة ، وعمل ريتشارد بولير كوكيل في قضية تتعلق بسفينة هولندية تم الاستيلاء عليها.
في وقت لاحق أقام بولر في محكمة بينزويك في غلوسترشير. وتوفي هناك، في 5 ديسمبر 1826.